# Lotherton cum Aberford
Lotherton cum Aberford – civil parish w Anglii, w West Yorkshire, w dystrykcie metropolitalnym Leeds. W 2011 civil parish liczyła 323 mieszkańców.